# Análipsi (Astypalée)
Análipsi (grec moderne : Ανάληψη) est une localité située dans le dème d'Astypalée, dans le district régional de Kálymnos, dans la périphérie d'Égée-Méridionale, en Grèce.
Selon le recensement de 2021, elle compte 111 habitants.
Avant son renommage en 1957, elle s'appelait Maltezάna (Μαλτεζάνα)